# Бауман, Йоханнес
Йоханнес Бауман (нем. Johannes Baumann; 27 ноября 1874 года, Херизау, кантон Аппенцелль-Ауссерроден, Швейцария — 8 сентября 1953 года, там же) — швейцарский политик, президент.

## Биография
Йоханнес Бауман изучал право в Базеле, Берне, Лейпциге и Цюрихе. В 1897 году получил докторскую степень, и с 1898 года работал в юридической фирме в Цюрихе. В 1900 году он избран в ландрат (парламент) кантона Аппенцелль-Ауссерроден, где председательствовал с 1904 по 1905 год. В 1905 году избран в регирунгсрат (правительство кантона) и находился в нём до 1931 года, возглавляя департамент полиции и военный департамент. В 1910—1913, 1916—1919, 1921—1924 и 1927—1930 годах возглавлял кантональное правительство. С 1911 по 1934 год работал в Совете кантонов (сенат) Швейцарии.
- 6 декабря 1920 — 5 декабря 1921 — президент Совета кантонов Швейцарии.
- 22 марта 1934 — 31 декабря 1940 — член Федерального совета Швейцарии.
- 1 мая 1934 — 31 декабря 1940 — начальник департамента (министр) юстиции и полиции.
- 1 января — 31 декабря 1937 — вице-президент Швейцарии.
- 1 января — 31 декабря 1938 — президент Швейцарии.

Имя Баумана связано с введением Уголовного кодекса Швейцарии, пересмотром законодательства в отношении алкоголя, принятием Положения о гражданских служащих, пересмотром Кодекса об облигациях, принятием Закона об упразднении аграрных долгов и созданием Федеральной полиции в 1935 году. Он также приступил к созданию военно-уголовного кодекса.